# Blok (skała)

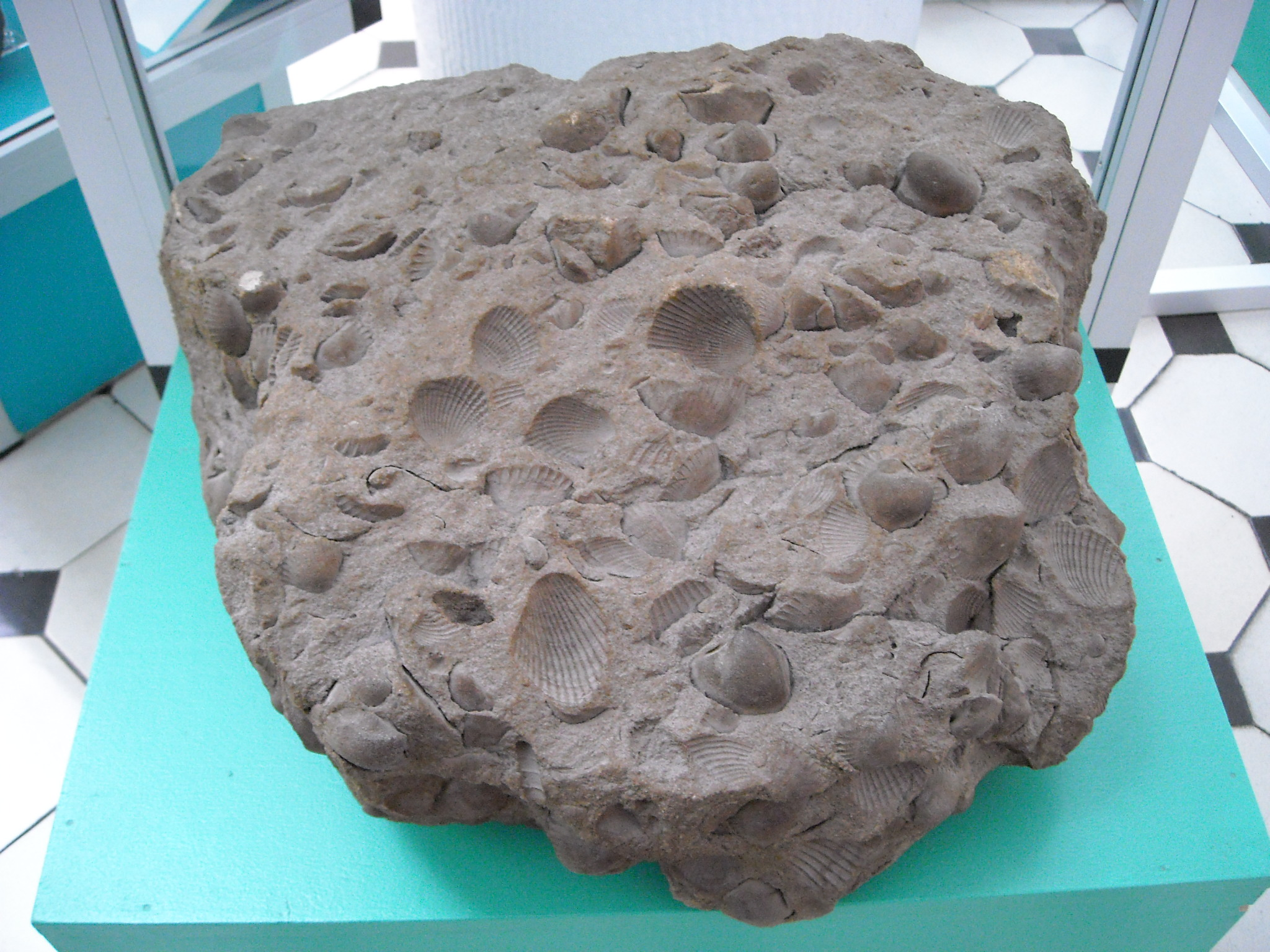
Blok piaskowca z Roztocza

Blok – ostrokrawędzisty, nietransportowany na duże odległości, fragment skały o średnicy większej niż 20 cm (największa frakcja ziarnowa skał okruchowych). Nagromadzenia bloków tworzą blokowisko, które po lityfikacji przechodzi w brekcję.
Istnieje dość istotne zróżnicowanie na głazy i bloki, wynikające z tego iż głazy są fragmentami skalnymi obtoczonymi (najczęściej wskutek transportu), natomiast bloki – nieobtoczonymi, co ma duży związek z ich genezą i miejscem występowania. Blokowiska występują najczęściej blisko miejsca powstania bloków (blisko macierzystego masywu skalnego).